# Forteresses du quadrilatère

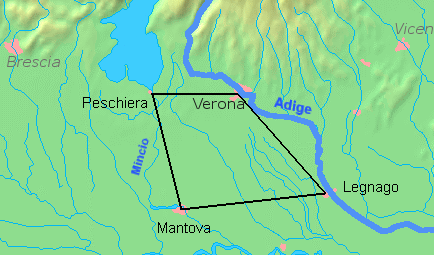
Les quatre forteresses du quadrilatère

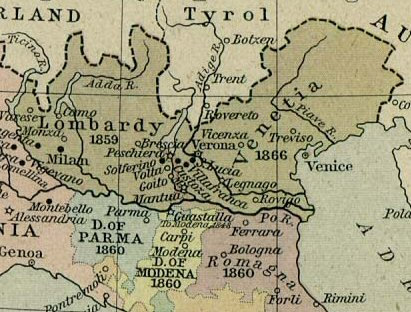
Le Royaume lombard-vénitien

Les forteresses du quadrilatère (en italien: Quadrilatero) sont, entre 1815 et 1866, un système défensif autrichien en Lombardie-Vénétie qui se déploie en un quadrilatère dont les sommets sont les forteresses de Peschiera, Mantoue, Legnago et Vérone, compris entre le Mincio, le Pô, l'Adige et vers 1850 la voie ferrée Milan-Venise qui permet d'assurer le ravitaillement. Difficiles à contourner, elles empêchent le mouvement des troupes ennemies dans la plaine du Pô.
L'expérience de la guerre de 1859, au cours de laquelle les canons rayés sont utilisés pour la première fois, et qui ont une meilleure portée et une plus grande précision, conduit Vienne à construire un second cercle de huit forts distants de moins de quatre kilomètres de la ceinture principale. Avec ces fortifications dont les dernières sont terminées en 1866, Vérone assure la fonction principale du dispositif du quadrilatère, une des plus importantes régions fortifiées d'Europe .

## Galerie

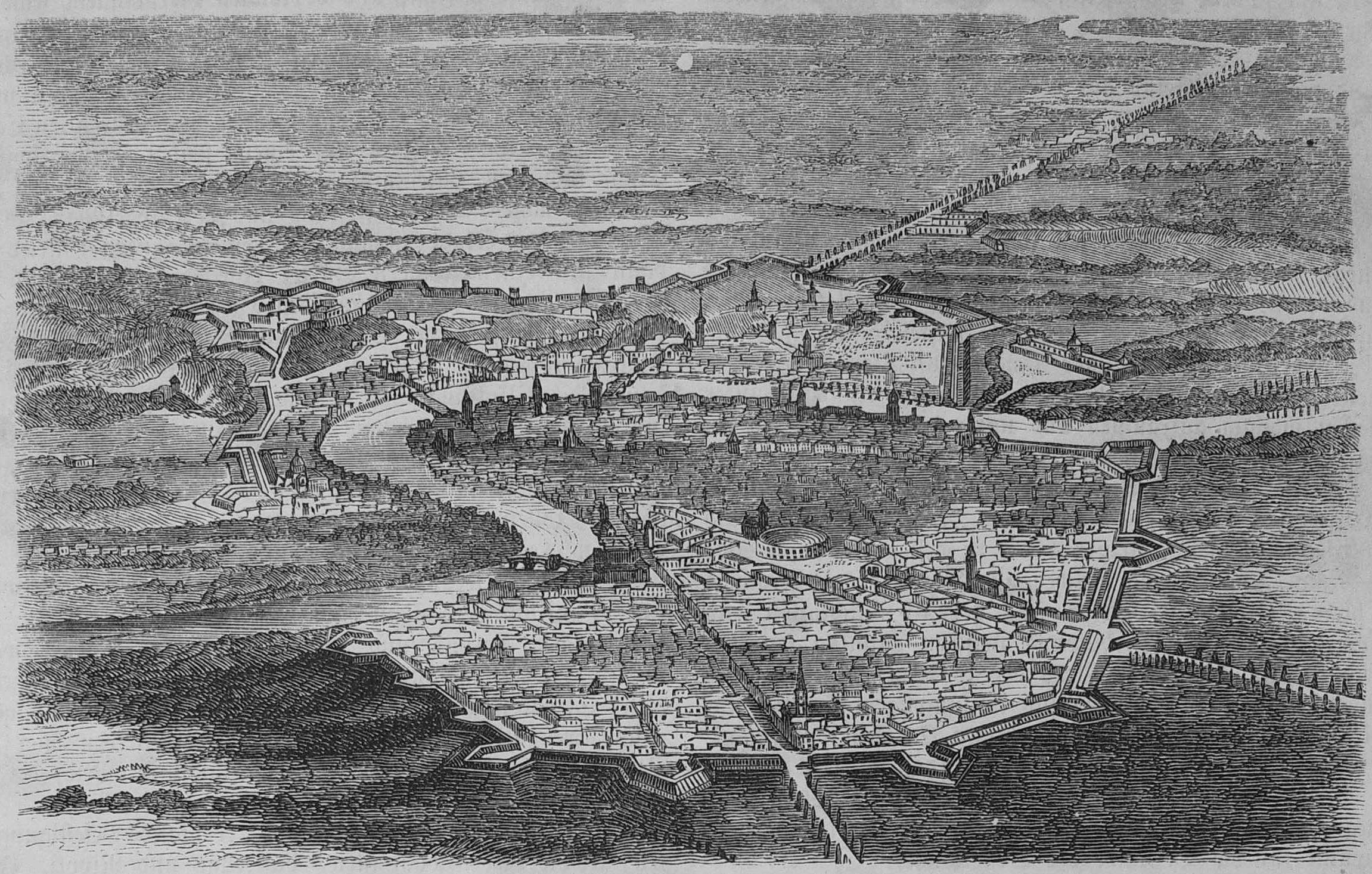
Vérone
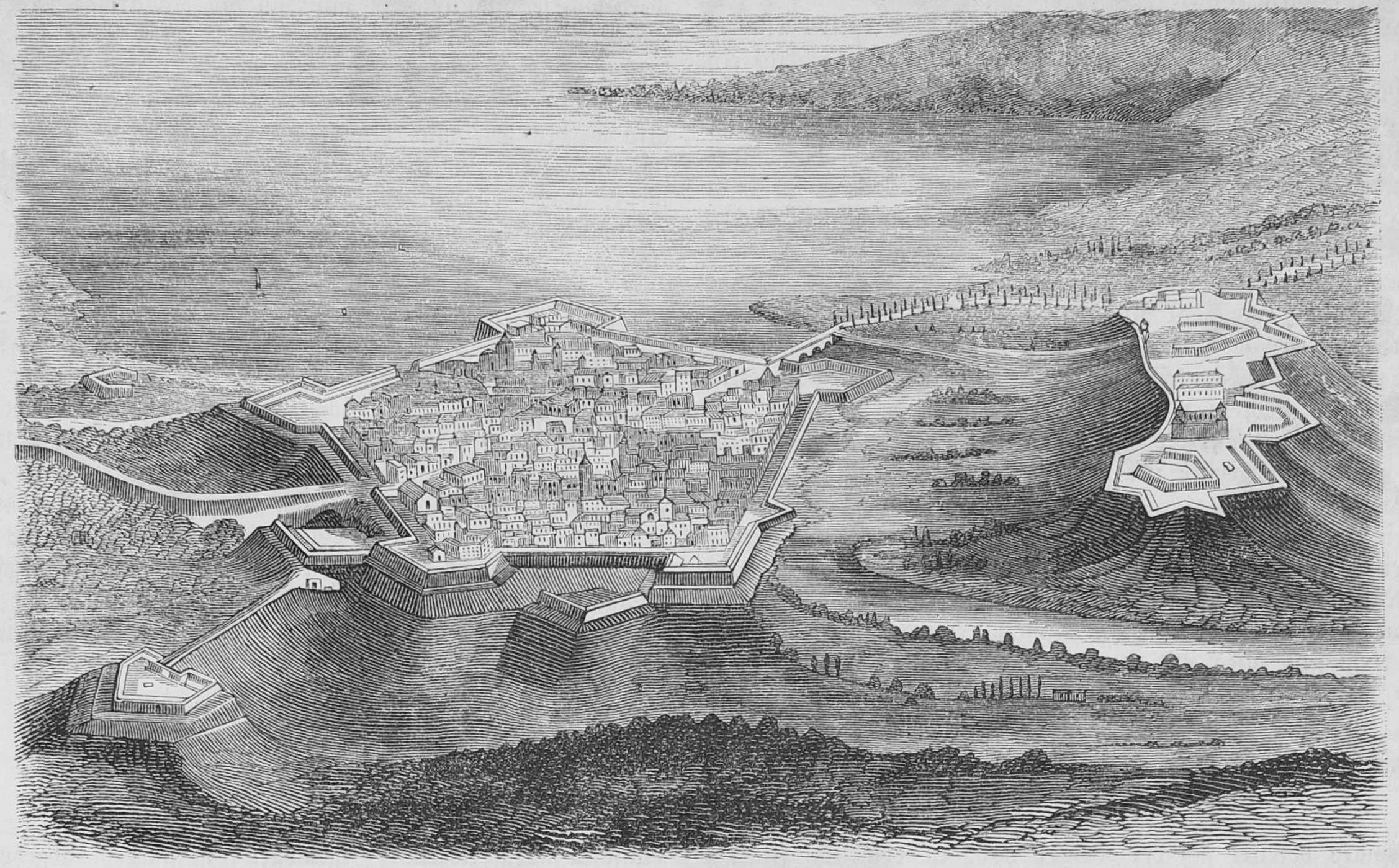
Peschiera del Garda
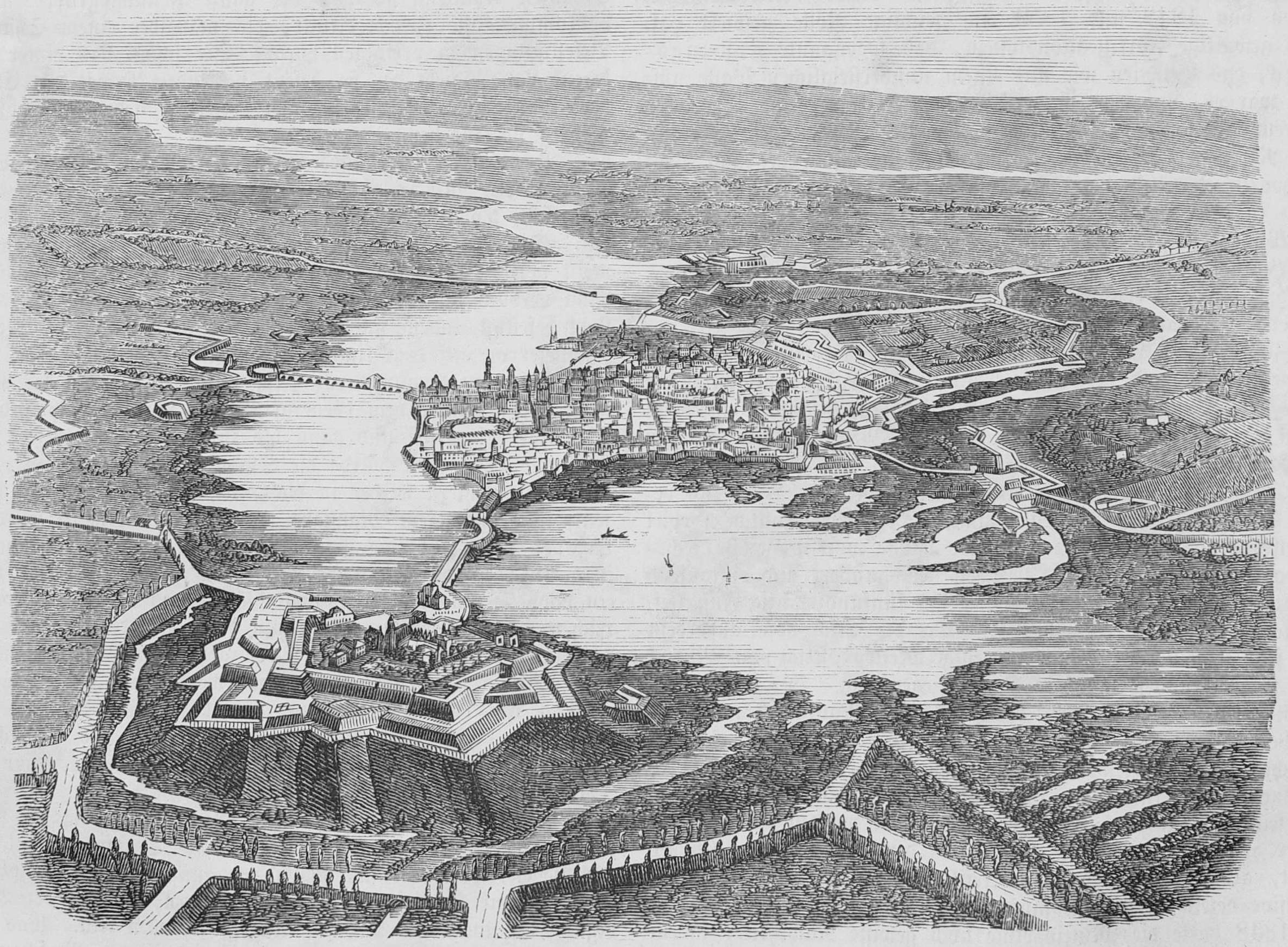
Mantoue
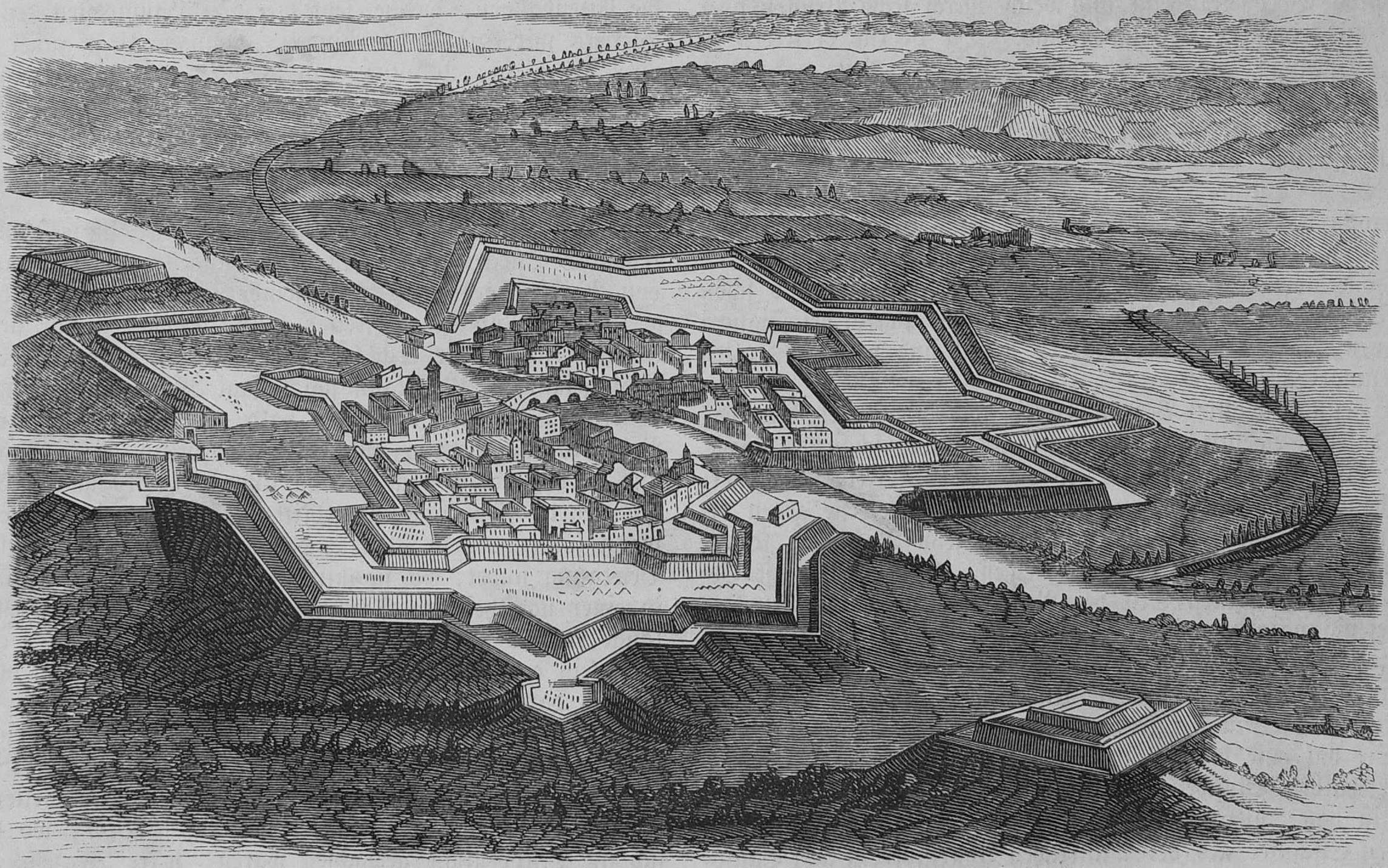
Legnago